# The Wolf Hunters
Pour plus de détails, voir Fiche technique et Distribution.
The Wolf Hunters est un film américain de Oscar Boetticher, sorti en 1949, adapté du roman Les Chasseurs de loups de James Oliver Curwood (1908).

## Synopsis
Le Caporal Rod Webb de la Police montée du Nord-Ouest, aidé de son chien Chinook, enquête sur le meurtre de plusieurs trappeurs et le vol de leurs fourrures.

## Fiche technique
- Titre original : The Wolf Hunters
- Réalisation : Oscar Boetticher
- Scénario : Scott Darling, d'après le roman Les Chasseurs de loups (The Wolf Hunters; A Tale of Adventure in the Wilderness) de James Oliver Curwood
- Direction artistique : David Milton
- Décors : Raymond Bolte Sr.
- Photographie : William Sickner
- Musique : Edward J. Kay
- Son : Virgil Smith
- Montage : Ace Herman
- Production : Lindsley Parsons
- Production associée : William F. Broidy
- Société de production : Monogram Productions
- Société de distribution : Monogram Distributing Corporation
- Pays de production :  États-Unis
- Langue originale : anglais
- Format : Noir et blanc — 35 mm — 1,37:1 — son Mono (Western Electric Recording)
- Genre : Western
- Durée : 70 minutes
- Date de sortie :
  - États-Unis : 30 octobre 1949

## Distribution
- Kirby Grant : Caporal Rod Webb
- Jan Clayton : Renée
- Edward Norris : Paul Latrec
- Helen Parrish : Marcia Cameron
- Charles Lang : McTavish
- Ted Hecht : Muskoka
- Luther Crockett : Edward Cameron
- Elizabeth Root : Minnetaki
- le chien Chinook

## Chansons du film
- Alouette, chanson traditionnelle
- Sleep, Baby, Sleep, paroles et musique de John J. Handley

## Autour du film
- Lindsley Parsons, le producteur de ce film, avait, à partir du même roman, écrit le scénario d'un film de 1934, L'Héritage du chercheur d'or (The Trail Beyond), réalisé par Robert N. Bradbury, avec John Wayne.